# بویدز (واشینگتن)
بویدز (به انگلیسی: Boyds) یک منطقهٔ مسکونی در ایالات متحده آمریکا است که در شهرستان فری، واشینگتن واقع شده‌است. بویدز ۰٫۵۰ کیلومتر مربع مساحت و ۳۴ نفر جمعیت دارد و ۴۱۲٫۰۹ متر بالاتر از سطح دریا واقع شده‌است.